# 王训练
王训练（1958年—），汉族，中华人民共和国政治人物、第十一届全国政协委员。
加入九三学社，担任九三学社中央委员、中国地质大学（北京）副校长。2008年，当选第十一届全国政协委员，代表教育界，分入第四十组。并担任人口资源环境委员会专委。2018年1月，当选第十三届全国政协委员。